# 権利行使価額
権利行使価額（けんりこうしかがく）あるいは、権利行使価格（けんりこうしかかく）とは、オプション取引において定める、満期の時に売買することのできる価格のことである。オプション取引を使った、新株予約権やリアルオプションでもこの用語が用いられる。

## 新株予約権
新株予約権においては、これを行使するときの値段をいう。新株予約権の発行時に定められる必要がある（商法280条ノ20第2項第4号、会社法236条1項2号前段）。
権利行使価額は新株予約権の内容であるため、行使された時点の時価に関わらず、新株予約権の行使で得られる株式の対価は権利行使価額によって定められることが原則である。しかし、転換社債型新株予約権付社債のように修正条項がついているものに関しては、権利行使価額が株価から離れすぎた場合、株価に近づくように修正されることがある。